# Bacanius striatinotum
Bacanius striatinotum är en skalbaggsart som beskrevs av Wenzel 1944. Bacanius striatinotum ingår i släktet Bacanius och familjen stumpbaggar. Inga underarter finns listade i Catalogue of Life.